# Ultar Sar
L'Ultar Sar, alias Bojohagur Duanasir II, est un sommet situé à l'extrémité sud-est du Batura Muztagh, dans le massif du Karakoram, au Pakistan. Il s'élève à 7 388 m d'altitude.